# Osiedle Melchiora Wańkowicza (Koszalin)
Osiedle im. Melchiora Wańkowicza – osiedle w północnej części Koszalina.
Osiedle powstało w technice wielkopłytowej po 1967 r., jako kolejny etap budowanego Osiedla Północ. Obecną nazwę nadano po 1990 r., pochodzi ona od biegnącej środkiem osiedla ulicy Melchiora Wańkowicza. Granice osiedla im. Melchiora Wańkowicza wyznaczają ulice Jana Pawła II, Juliana Fałata, aleja Monte Cassino i ulica Władysława IV.
Na terenie osiedla znajdują się ulice:
- ul. Jana Pawła II (do 1991 ul. Związku Walki Młodych);
- ul. Juliana Fałata;
- al. Monte Cassino (do 1991 aleja Aleksandra Zawadzkiego);
- ul. Władysława IV;
- ul. Melchiora Wańkowicza (do 1991 ul. Władysława Kniewskiego);
- ul. Mieczysława Jagoszewskiego (do 2017 ul. Henryka Jagoszewskiego);
- ul. Kornela Makuszyńskiego (do 2017 ul. Lucjana Szenwalda);
- ul. Konstantego Ildefonsa Gałczyńskiego (do 1991 ul. Marcina Kasprzaka);
- ul. Leopolda Okulickiego (do 1991 ul. Wandy Wasilewskiej);
- ul. Juliana Tuwima.